# Municipio de Elyria (Nebraska)
El municipio de Elyria (en inglés: Elyria Township) es un municipio ubicado en el condado de Valley en el estado estadounidense de Nebraska. En el año 2010 tenía una población de 176 habitantes y una densidad poblacional de 1,28 personas por km².

## Geografía
El municipio de Elyria se encuentra ubicado en las coordenadas 41°42′3″N 99°0′56″O / 41.70083, -99.01556. Según la Oficina del Censo de los Estados Unidos, el municipio tiene una superficie total de 137.56 km², de la cual 135,61 km² corresponden a tierra firme y (1,42 %) 1,95 km² es agua.

## Demografía
Según el censo de 2010, había 176 personas residiendo en el municipio de Elyria. La densidad de población era de 1,28 hab./km². De los 176 habitantes, el municipio de Elyria estaba compuesto por el 94,89 % blancos, el 0,57 % eran asiáticos, el 2,27 % eran de otras razas y el 2,27 % eran de una mezcla de razas. Del total de la población el 2,27 % eran hispanos o latinos de cualquier raza.